# 李景浩
李景浩（1961年7月—），男，朝鲜族，吉林安图人，中华人民共和国政治人物。中国共产党党员。中国共产党第十九届中央委员会候补委员。毕业于新加坡南洋理工大学管理经济学专业。

## 生平
历任延边州计经委副主任，延边州计委副主任，延边州政府副秘书长兼办公室主任，中共龙井市委副书记、市长，中共延边州委常委兼中共和龙市委书记，中共延边州委常委、秘书长、延边州直机关党工委书记，延边州委常委、副州长。
2013年4月，出任延边州州长，並於同年獲選為第十二届全国人民代表大会吉林地区代表。2017年5月，任中共吉林省委常委、統戰部部長。同年10月，中国共产党第十九次全国代表大会上当选中国共产党第十九届中央委员会候补委员。
2021年1月，当选吉林省政协副主席，2023年1月，吉林省政协换届不再担任。